# Dialectica geometra
Dialectica geometra är en fjärilsart som först beskrevs av Edward Meyrick 1916.  Dialectica geometra ingår i släktet Dialectica och familjen styltmalar.
Artens utbredningsområde är Hongkong (Kina). Inga underarter finns listade i Catalogue of Life.